# Stadio Antonio Aranda
Lo stadio Antonio Aranda è un impianto sportivo di Ciudad del Este, in Paraguay. Ospita le partite interne del Club Atlético 3 de Febrero ed ha una capienza di 28.000 spettatori.

## Storia
Lo stadio fu costruito nel 1972 ed inaugurato l'anno successivo. Nel 1999 fu restaurato e ampliato poiché fu scelto come una delle sedi dell'edizione della Coppa América di quell'anno. Nel 2007 ha ospitato invece alcuni incontri del Campionato sudamericano di calcio Under-20. Nel 2013 lo stadio, fino ad allora chiamato Tenente Colonnello Antonio Oddone Sarubbi, fu intitolato ad Antonio Aranda, fondatore ed ex-presidente del 3 de Febrero.

## Incontri

### Copa América 1999

#### Primo turno

##### Gruppo B
| Arbitro: | Elizondo |

|  |           |                  |
|  | Marcatori | 59’ L. Hernández |

| Arbitro: | Núñez |

|                                                                          |           |  |
| Ronaldo 28’, 62’ Emerson 40’ Amoroso 54’, 81’ Ronaldinho 74’ Rivaldo 82’ | Marcatori |  |

| Arbitro: | Luna |

|                                            |           |  |
| Zamorano 5’ Estay 21’ Tortolero 66’ (aut.) | Marcatori |  |

| Arbitro: | Méndez |

|                      |           |              |
| Amoroso 20’ Alex 45’ | Marcatori | 74’ Terrazas |

| Arbitro: | Núñez |

|                            |           |              |
| Blanco 21’, 39’ Osorno 29’ | Marcatori | 72’ Urdaneta |

| Arbitro: | Elizondo |

|                    |           |  |
| Ronaldo 36’ (rig.) | Marcatori |  |

#### Quarti di finale
| Arbitro: | Méndez |

|                         |           |           |
| Rivaldo 32’ Ronaldo 48’ | Marcatori | 10’ Sorín |

#### Semifinali
| Arbitro: | Moreno |

|                         |           |  |
| Amoroso 24’ Rivaldo 42’ | Marcatori |  |